# Aleksander Lesser

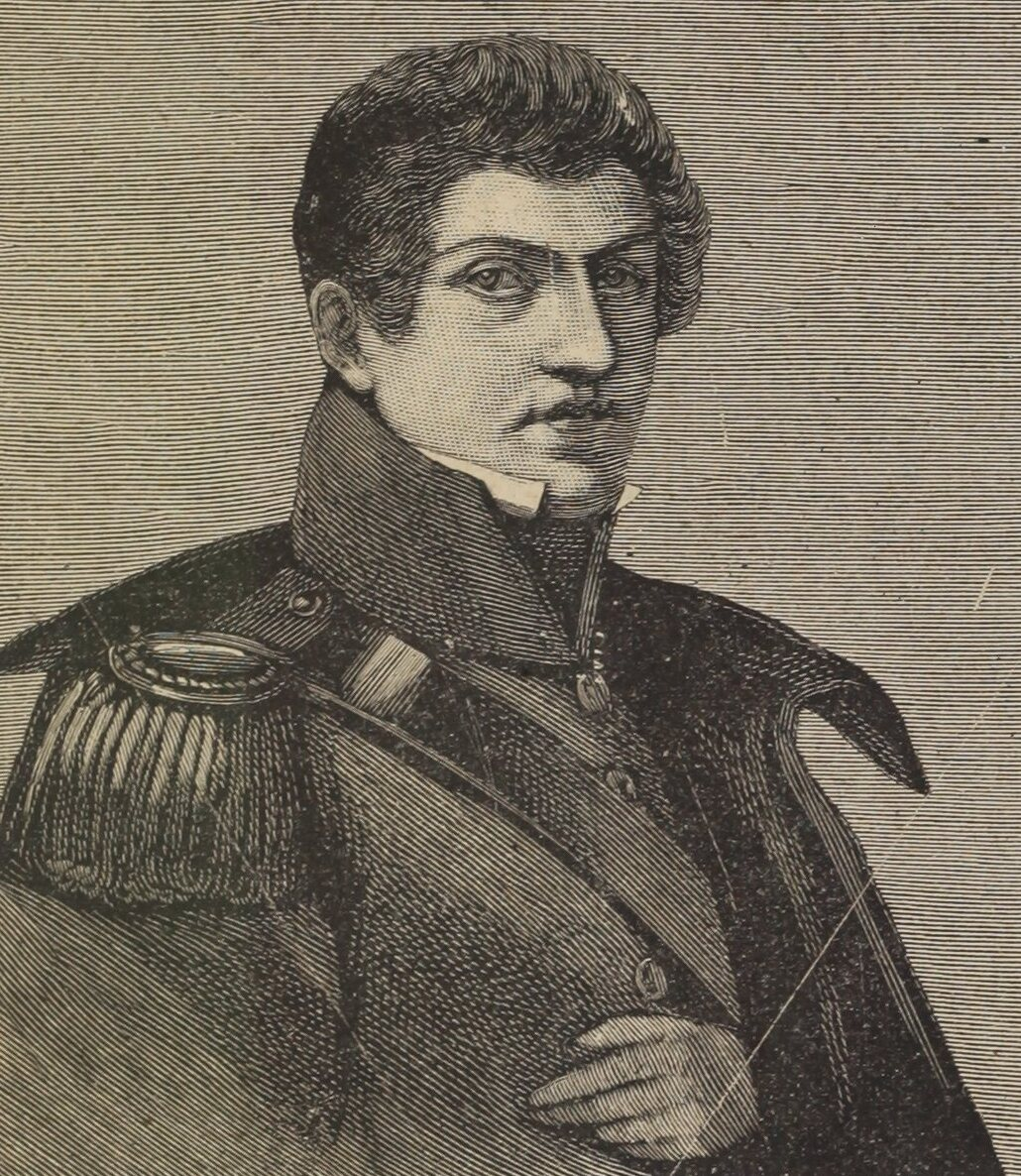
Aleksander Lesser, självporträtt.

Aleksander Lesser, född 13 maj 1814, död 13 mars 1884, var en polsk historiemålare, konsthistoriker och konstkritiker.

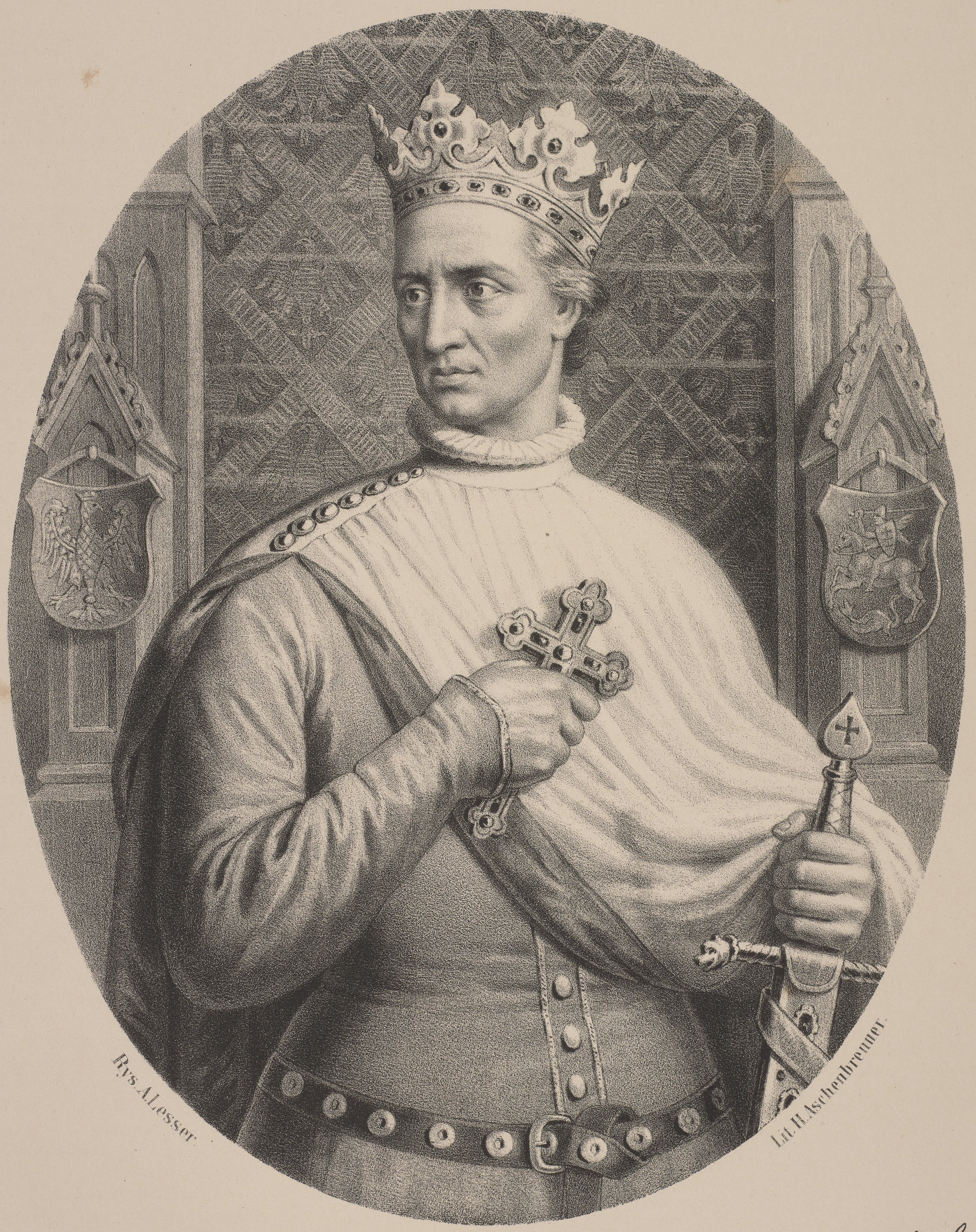
Władysław II Jagiełło Målning av Aleksander Lesser

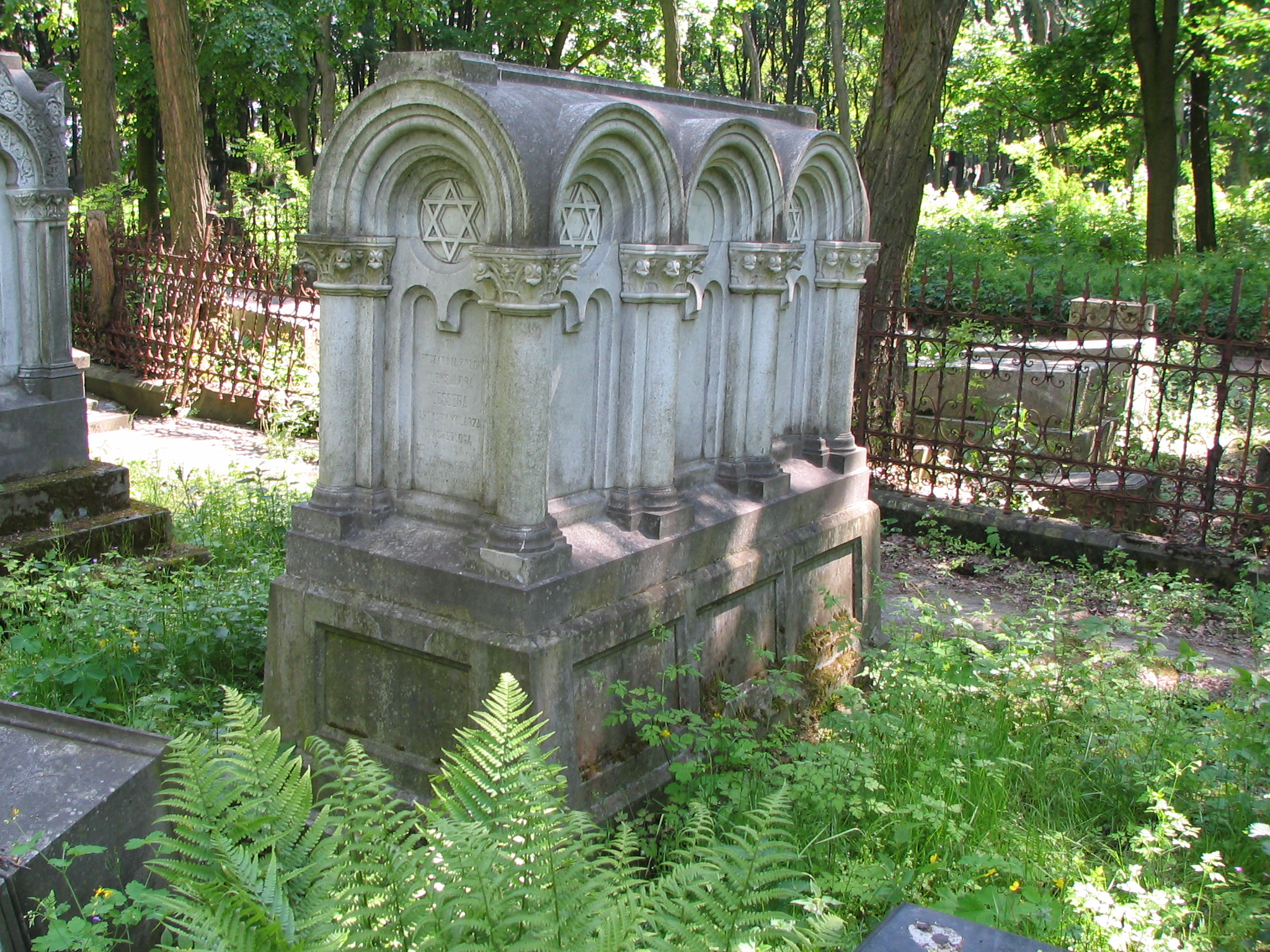
Aleksander Lessers grav

Lesser studerade i Dresden och i München under Schnorr (1835–1846), varefter han återvände till sin födelsestad Warszawa. Han behandlade med förkärlek ämnen ur Polens äldre historia. 
Bland hans arbeten märks Cids döttrar, Försvaret av Trembowla mot turkarna 1675 och Boleslaw III, nio år gammal, ber sin fader att få gå ut med i striden. Dessutom målade han altartavlor, utförde illustrationer och skrev även arbeten över sitt lands konsthistoria.

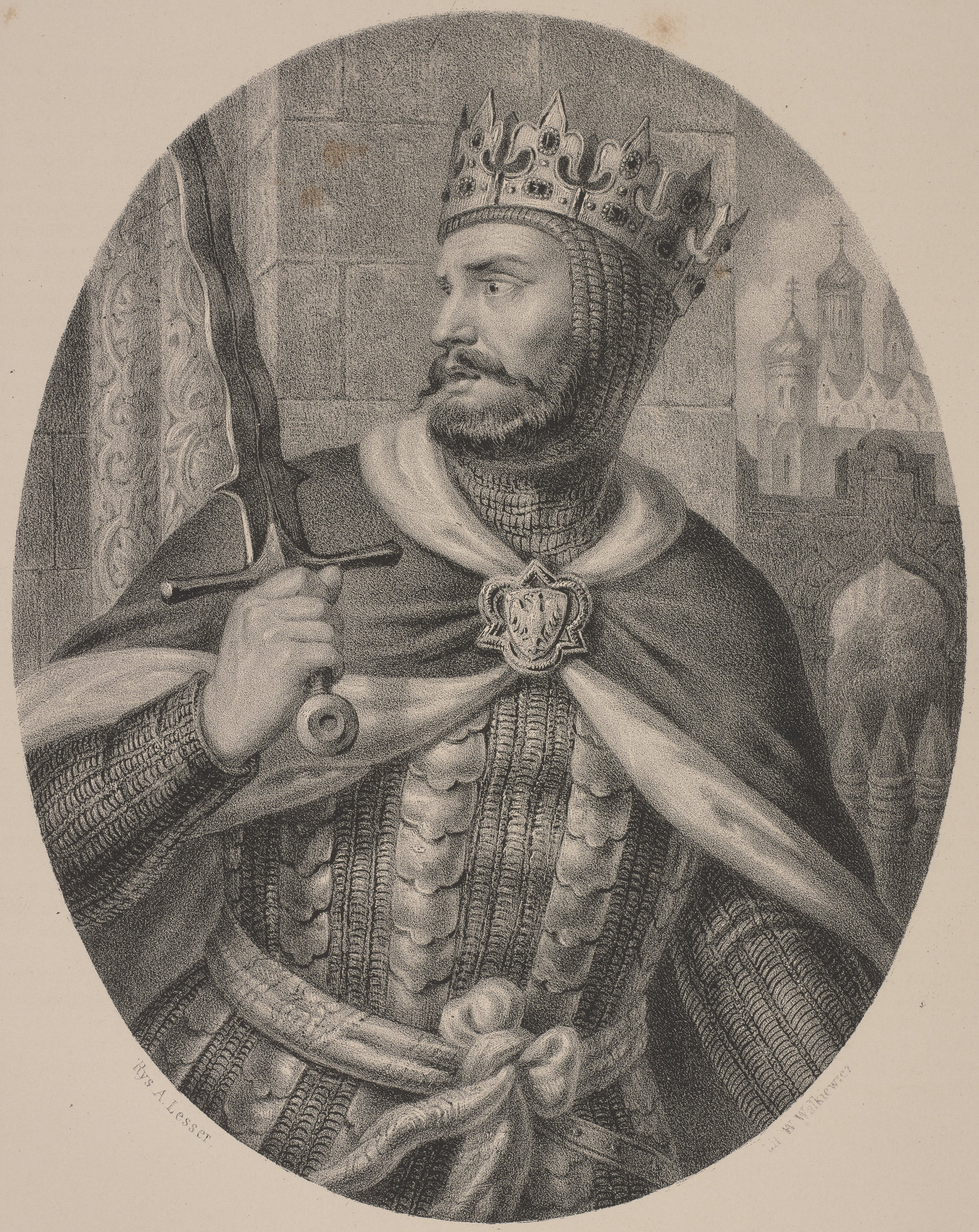
Bolesław I Chrobry. Målning av Aleksander Lesser.

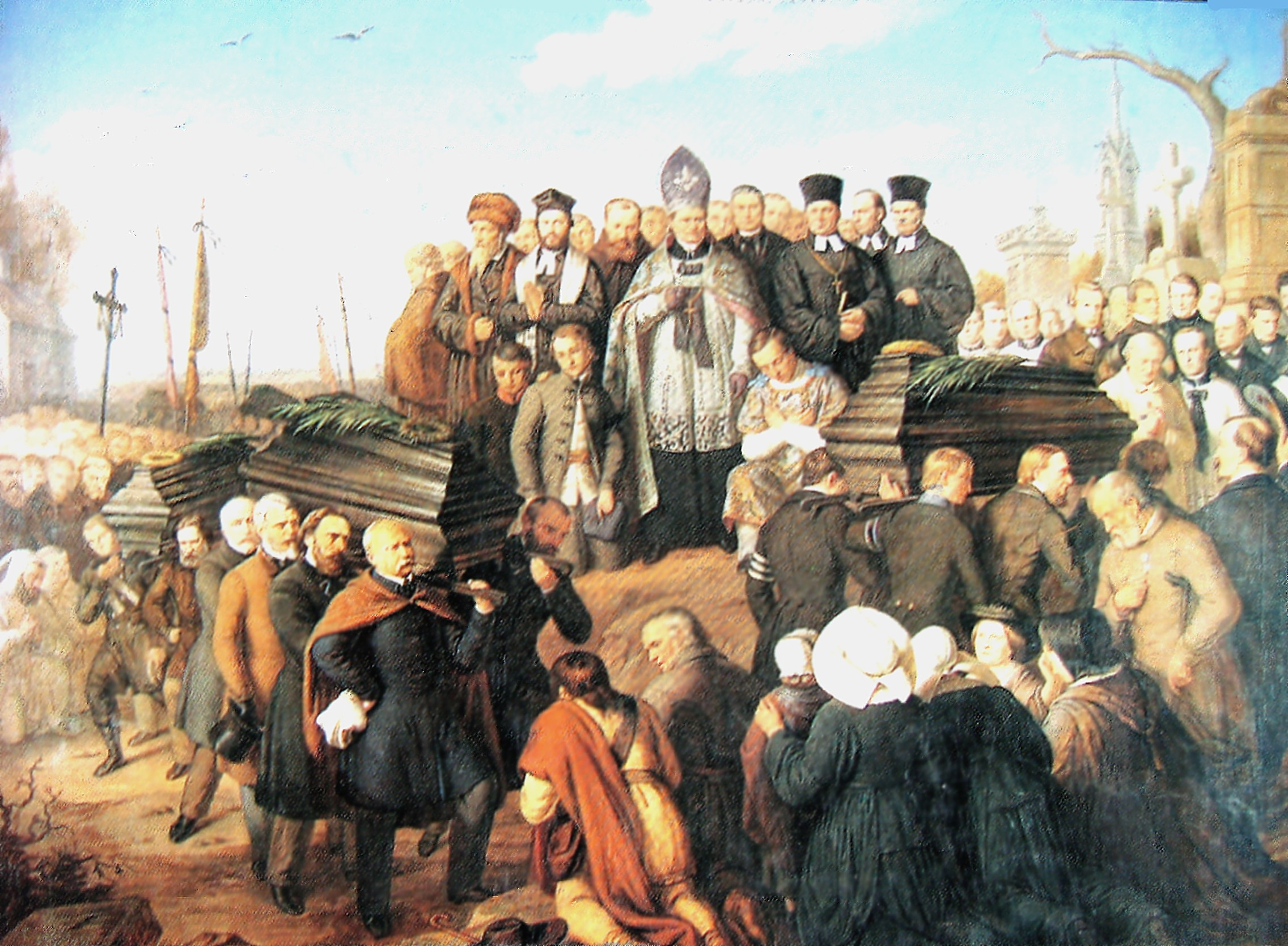
Begravning av de Fem Fallna (1861). Målning av Aleksander Lesser.